# Miguel Luis Sancho
Miguel Luis Sancho (Madrid, 20 de diciembre de 1968) es un escritor español de literatura infantil y juvenil.

## Biografía
Miguel Luis Sancho nació el 20 de diciembre de 1968 en Madrid. Licenciado en Filología Hispánica por la Universidad Complutense, actualmente alterna su trabajo como profesor de instituto  de Lengua Castellana y Literatura con la escritura de novelas infantiles y juveniles. Ha colaborado con diferentes editoriales y profesionales del sector, como Vincent Bridge.

## Rasgos temáticos y de estilo
Con su primer libro, Donde vuelan las águilas, inaugura una trilogía de novelas que tienen como protagonista un animal procedente de la fauna salvaje. Las otras dos novelas de la serie, La herida del oso pardo y Días de lobos, están ambientadas  en el mítico valle de Lupama, un recóndito rincón de la Cordillera Cantábrica.
La narrativa de Miguel Luis Sancho se caracteriza por sus tramas de búsqueda y de misterio, y por el uso de imágenes  poéticas.
El autor también ha escrito una novela histórica, Yo soy Santiago: el apóstol de Hispania, biografía del apóstol, con motivo del Año Santo Xacobeo 2010.
Su concepción atemporal de las grandes pasiones del ser humano provoca que las fuerzas temáticas salten del pasado al presente de los personajes, como se evidencia en La espiral de los sueños. Gusta de mezclar elementos reales con otros de índole fantástica y sobrenatural con la intención de que el lector transite por un terreno ambiguo, vecino al realismo mágico, donde todas las posibilidades están abiertas. La evocación que apela a un lector activo es una cualidad de su prosa, hermanada con una narración ágil.

## Obras
- Donde vuelan las águilas - Editorial Palabra, 2008.
- Yo soy Santiago. El apóstol de Hispania - Editorial Palabra, 2009.
- La herida del oso pardo- Editorial Palabra, 2010
- Días de lobos- Editorial Bruño, 2010
- La espiral de los sueños- Editorial Palabra, 2011
- El señor de las aguas- Editorial Palabra, 2012
- El extraño caso de la chica perfecta- Editorial Palabra, 2015